# Sembrant
Sembrant va ser una publicació mensual sobre els Pomells de Joventut editada a Igualada l'any 1923.

## Descripció
Portava el subtítol Revista Pomellista.
S'imprimia als tallers de Nicolau Poncell. Tenia vuit pàgines, amb un format de 25 x 15 cm, a ratlla tirada. Esporàdicament hi havia dibuixos i fotografies. El primer número va sortir el mes de març de 1923 i l'últim, el 8, el setembre del mateix any. A més d'Igualada, arribava a Piera, Capellades, Santa Coloma de Queralt i Cabrera.

## Continguts
Portava informació sobre els Pomells de Joventut, un moviment de nois i noies amb finalitat moral i catalanista fundat per Josep M. Folch i Torres. Era el portaveu dels Pomells de la comarca i hi ha moltes referències al seu fundador.
En l'article de presentació del primer número deien: «M’han batejat amb el nom de Sembrant ... Eusaquí doncs la raó de la meva vida: sembrar quietosament l'amor a Déu i a Catalunya ... Mestre Folch rebeu en primer lloc la salutació primícera d'aquest humil nadó que vos heu dignat apadrinar».
Anunciava i comentava les activitats dels grups pomellistes: aplecs, concursos, trobades, etc. També hi havia treballa de creació literària, poesies i notes sobre la història de Catalunya.
Els redactors locals eren Bartomeu Torné Prat, J. Riba, Ramon Pipó Graells, Antoni Godó Valls i Josep Valls Fàbregas. Hi ha algunes col·laboracions de Josep M. Folch i Torres i Emili Pasqual d'Amigó.

## Localització
- Biblioteca Central d'Igualada. Plaça de Cal Font. Igualada (col·lecció completa i relligada).